# Heathrow Express

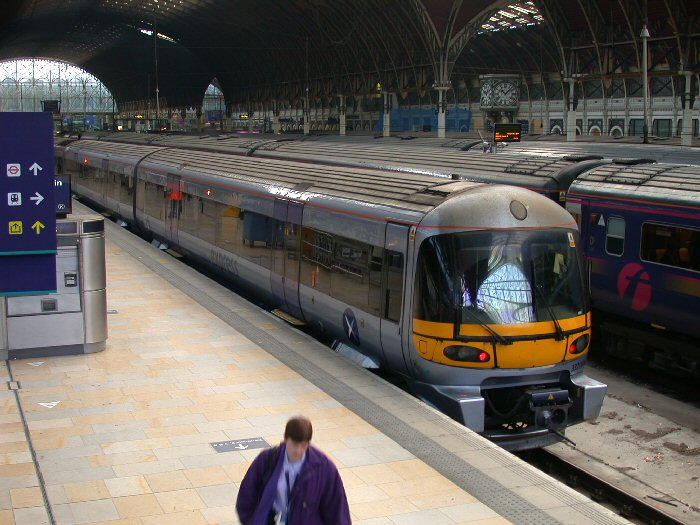
Elektrisch treinstel Class 332

Heathrow Express is een Britse spoorwegonderneming die frequente shuttletreinen exploiteert tussen station Londen Paddington en de 24 kilometer westelijker gelegen luchthaven Londen Heathrow. De eigenaar van Heathrow Express is BAA plc, de beheerder en eigenaar van Heathrow en zes andere grote luchthavens in Groot-Brittannië.
De lijn is op 23 juni 1998 geopend en is geëlektrificeerd met een bovenleiding met een wisselspanning van 25 kilovolt. Tussen 5.00 uur en 24.00 uur wordt er elk kwartier gereden. Bij de luchthaven stoppen de treinen bij een station voor de terminals 1, 2 en 3 (reistijd vanaf Paddington 15 minuten) en bij een station voor terminal 5 (21 minuten).  Reizigers naar terminal 4 dienen in het station voor de terminals 1, 2 en 3 over te stappen op een andere trein, de Heathrow Connect.
Vanaf 2022 kreeg de Heathrow Express concurrentie van de Elizabeth line, een snelle, grotendeelse ondergrondse spoorweg, die de luchthaven zonder overstappen verbindt met belangrijke bestemmingen in Centraal- en Oost-Londen.